# روب هاوورث
روب هاوورث (بالإنجليزية: Rob Haworth)‏ (21 نوفمبر 1975 في المملكة المتحدة - ) هو لاعب كرة قدم بريطاني في مركز الهجوم. لعب مع إبسفليت يونايتد ونادي توركو ونادي فولهام ونادي مارغيت وميدنهد يونايتد ‏ ونادي كيترينغ تاون ونادي دارتفورد وساتون يونايتد وسانت ألبانز سيتي وكارشالتون أثلتيك وHendon F.C. ‏ وAylesbury United F.C. ‏ وداغنهام وريدبريدج وTooting & Mitcham United F.C. ‏ وMetropolitan Police F.C. ‏.

## وصلات خارجية
- روب هاوورث على موقع قاعدة بيانات كرة القدم.إي يو (الإنجليزية)